# Rosyjska Robotnicza Partia Ludowa
Rosyjska Robotnicza Partia Ludowa (ros. Русская Трудовая Народная Партия, RTNP) – efemeryczne kolaboracyjne ugrupowanie polityczne podczas II wojny światowej.
Ugrupowanie zostało utworzone we wrześniu 1941 r. w oflagu dla oficerów Armii Czerwonej w Hammelburgu. Działało faktycznie pod auspicjami Abwehry. Na jego czele stanął b. prokurator wojskowy sowieckiej 100 Dywizji Strzeleckiej S. A. Malcew. Oddziałem propagandy kierował b. aktor Siergiej N. Bołchowskoj (Swierczkow), oddziałem wywiadowczym – mjr A. P. Fillipow, zaś oddziałem wojskowym – gen. Iwan A. Błagowieszczenski, a następnie gen. Fiodor I. Truchin. Niemieckimi oficerami łącznikowymi byli kpt. Abwehry von Sivers i Sonderführer Koch. Działacze partii działali wśród sowieckich jeńców wojennych. Program głosił uwolnienie Rosji od bolszewizmu z pomocą Niemiec i uzyskanie ograniczonej niezawisłości z ustrojem republikańskim. W listopadzie 1941 r. kierownictwo RTNP zaproponowało Niemcom formowanie ochotniczych oddziałów wojskowych złożonych z b. czerwonoarmistów do walki z Sowietami. Utworzono werbunkową komisję wojskową. Według części źródeł zgłosiło się ok. 3,5 tys. osób, według innych jedynie ok. 800. Z powodu małej liczby ochotników postanowiono wykorzystać ich po specjalistycznym przeszkoleniu jako dywersantów na tyłach Armii Czerwonej. Pomimo tego czołowi działacze RTNP przedstawili nierealny pomysł utworzenia armii rosyjskiej, która zastąpiłaby niemieckie siły zbrojne w pełnieniu służby okupacyjnej w krajach Europy Zachodniej i na Bałkanach, dzięki czemu Niemcy mogliby skierować więcej wojsk na front wschodni. Planowali nawet wysłać rosyjskie oddziały kolaboracyjne do walki z wojskami alianckimi w Afryce Północnej. Oddział wywiadowczy sporządzał listy sowieckich oficerów, którzy opowiadali się przeciwko Niemcom, przekazywane następnie Gestapo. W czerwcu 1942 r. działalność partii zamarła z powodu epidemii tyfusu w oflagu w Hammelburgu. Pod koniec 1942 r. Niemcy przenieśli ok. 30 czołowych działaczy RTNP do obozu propagandowego w Wulheide, gdzie ugrupowanie odrodziło się. Do kierownictwa doszli płk Michaił Mieandrow, płk Nikołaj Szatow, gen. Aleksandr Budycho i gen. Pawieł Bogdanow. Jego działalność została całkowicie przestawiona na werbunek ochotników do oddziałów kolaboracyjnych na służbie niemieckiej.